# Anthony Mendy
Pour les articles homonymes, voir Mendy.
Anthony Mendy, né le 5 octobre 1983 à Marseille, est un joueur de football de plage international français.
Il fait partie de l'équipe de France de football de plage championne du monde en 2005.
Il est le cousin de Frédéric Mendy, footballeur professionnel.

## Biographie

### Football à 11
Anthony Mendy fait ses débuts dans le football à l’ASPTT Marseille durant deux saisons avant de partir à l’Olympique de Marseille où il reste 8 années. Par la suite il multiplie les expériences avec des piges d'un an à Marignane, Istres et Berre avant de passer 5 ans à La Réunion et enfin de revenir à Gardanne. 
En 2013, il rejoint Marseille Endoume en compagnie de ses coéquipiers en équipe de France de football de plage, Didier Samoun et Sébastien Sansoni.

### Football de plage (depuis 2004)
Anthony Mendy commence le beach-soccer en 2004, invité à participer à un stage par Éric Cantona, sélectionneur de l'équipe de France de football de plage.
Lors de la Coupe du monde de football de plage 2005, remportée par la France, Mendy prend part à cinq matchs pour autant de victoires et inscrit huit buts, faisant de lui le troisième meilleur buteur de la compétition.
Il rejoint le Marseille XII beach-soccer, club de football de plage fondé et dirigé par Didier Samoun.
En 2023, il est champion de France de beach soccer avec les Minots de Marseille.

## Palmarès
- Football
  - Champion de CFA avec la réserve de l'OM en 2001
- Beach-soccer
  - Vainqueur de l'Euro Beach Soccer League en 2004
  - Champion du monde en 2005
  - Champion de France en 2013 et 2023

## Style de jeu
Anthony Mendy se décrit lui-même comme un joueur de tempérament dont la vitesse est la qualité première. 